# Вебер, Лайош
Лайош Ве́бер (венг. Wéber Lajos; 25 сентября 1904, Будапешт — 1959) — венгерский футболист, полузащитник. После завершения игровой карьеры работал тренером.

## Карьера
Лайош начал футбольную карьеру в клубе «Тёреквеш». Оттуда он уехал в Чехословакию, в клуб «Маккаби» из города Брно. Эта команда принадлежала еврейской общине города и играла в турнире для еврейских команд Чехословакии. Клуб комплектовался из футболистов из самых разных стран, при этом не обязательно было быть евреем. В частности, из Венгрии помимо Вебера играли Ференц Хирзер, Золтан Опата, Йожеф Эйсенхоффер. В 1923 году Лайош возвратился в Венгрию, где вновь стал игроком «Тёреквеша». В 1925 году он вновь покинул родину, присоединившись к итальянской «Болонье». За этот клуб футболист провёл 11 матчей. В 1926 году Вебер перешёл в клуб «Баштя», где играл почти два сезона, проведя 29 матчей и забив 2 гола. В 1928 году он перешёл в МТК Хунгария. В первом же сезоне он помог своей команде выиграть титул чемпиона страны. Вебер выступал за МТК до 1933 года, проведя 58 матчей и забив 4 гола. В 1933 году он стал игроком французской команды «Серкль Атлетик». Затем венгр провёл год в испанском «Реал Вальядолиде». После этого он завершил футбольную карьеру.
В составе сборной Венгрии Вебер дебютировал 25 марта 1925 года в матче со Швейцарией, в которой его команда победила 5:0. В том же году он провёл ещё два матча; в обоих Венгрия проиграла. В 1926 году он сыграл две игры за национальную команду. Последний матч за сборную Вебер провёл 7 октября 1928 года в рамках Кубка Центральной Европы. В нём венгры проиграли со счётом 1:5 Австрии. Всего за сборную строны Лайош провёл 6 матчей.

## Статистика

### Клубная
| Сезон     | Команда      | Чемпионат      | Чемпионат | Чемпионат | Кубок | Кубок | Междун. | Междун. |
| Сезон     | Команда      | Лига           | Игры      | Голы      | Игры  | Голы  | Игры    | Голы    |
| --------- | ------------ | -------------- | --------- | --------- | ----- | ----- | ------- | ------- |
| 1921/1922 | Тёреквеш     | Дивизион 1     | 1         | 0         | ?     | ?     | —       | —       |
| 1922/1923 | Тёреквеш     | Дивизион 1     | 2         | 0         | ?     | ?     | —       | —       |
| 1923/1924 | Тёреквеш     | Немзети        | 21        | 0         | ?     | ?     | —       | —       |
| 1924/1925 | Тёреквеш     | Немзети        | 20        | 2         | ?     | ?     | —       | —       |
| 1925/1926 | Тёреквеш     | Немзети        | 1         | 0         | ?     | ?     | —       | —       |
| 1925/1926 | Болонья      | Прима Дивизион | 11        | 0         | —     | —     | —       | —       |
| 1926/1927 | Баштя        | Немзети        | 18        | 1         | ?     | ?     | —       | —       |
| 1927/1928 | Баштя        | Немзети        | 11        | 1         | ?     | ?     | —       | —       |
| 1927/1928 | МТК Хунгария | Немзети        | 1         | 0         | ?     | ?     | ?       | ?       |
| 1928/1929 | МТК Хунгария | Немзети        | 11        | 1         | ?     | ?     | 3       | 0       |
| 1929/1930 | МТК Хунгария | Немзети        | 4         | 0         | ?     | ?     | 1       | 0       |
| 1930/1931 | МТК Хунгария | Немзети        | 17        | 3         | ?     | ?     | —       | —       |
| 1931/1932 | МТК Хунгария | Немзети        | 8         | 0         | ?     | ?     | 1       | 0       |
| 1932/1933 | МТК Хунгария | Немзети        | 17        | 0         | ?     | ?     | —       | —       |

### Международная
| Матчи Лайоша Вебера за сборную Венгрии | Матчи Лайоша Вебера за сборную Венгрии | Матчи Лайоша Вебера за сборную Венгрии | Матчи Лайоша Вебера за сборную Венгрии | Матчи Лайоша Вебера за сборную Венгрии | Матчи Лайоша Вебера за сборную Венгрии | Матчи Лайоша Вебера за сборную Венгрии |
| -------------------------------------- | -------------------------------------- | -------------------------------------- | -------------------------------------- | -------------------------------------- | -------------------------------------- | -------------------------------------- |
| №                                      | Дата                                   | Место проведения                       | Оппонент                               | Счёт                                   | Голы                                   | Турнир                                 |
| 1                                      | 25 марта 1925                          | Будапешт                               | Швейцария                              | 5:0                                    | —                                      | Товарищеский матч                      |
| 2                                      | 5 мая 1925                             | Вена                                   | Австрия                                | 1:3                                    | —                                      | Товарищеский матч                      |
| 3                                      | 21 мая 1925                            | Будапешт                               | Бельгия                                | 1:3                                    | —                                      | Товарищеский матч                      |
| 4                                      | 19 сентября 1926                       | Вена                                   | Австрия                                | 3:2                                    | —                                      | Товарищеский матч                      |
| 5                                      | 14 ноября 1926                         | Будапешт                               | Швеция                                 | 3:1                                    | —                                      | Товарищеский матч                      |
| 6                                      | 7 октября 1928                         | Вена                                   | Австрия                                | 1:5                                    | —                                      | Кубок Центральной Европы               |

## Достижения
- Чемпион Венгрии: 1928/1929